# Japanse spitssnuitdolfijn
De Japanse spitssnuitdolfijn (Mesoplodon ginkgodens) is een zeer zeldzame spitssnuitdolfijn die leeft in de Indische en de Grote Oceaan. Hij wordt slechts zelden waargenomen.

## Uiterlijke kenmerken
De Japanse spitssnuitdolfijn wordt maximaal 5,3 meter lang. Vrouwtjes zijn iets groter dan mannetjes. Ze wegen tussen 1,5 en 2,03 ton. Een kalf wordt geboren met een lengte van 2,1 tot 2,4 meter. Uniek voor het geslacht Mesoplodon is dat deze soort nauwelijks littekens heeft. Mannetjes zijn erg donker en hebben witte vlekken rond de navel, vrouwtjes en waarschijnlijk ook kalveren zijn wat minder donker en hebben een lichtere buik. Hun snuit is ook veel lichter. De kaaklijn is gebogen. Ze hebben 1 paar tanden op het hoogste punt van de kaaklijn. Bij vrouwtjes en jongen zijn deze verborgen, bij de mannetjes steken de grote, brede, driehoekige tanden een beetje uit zoals slagtanden. De kaaklijn buigt ook meer af bij mannetjes.
De snuit is middelgroot en loopt over in een klein, rond voorhoofd. De soort heeft op 2/3 van de rug een puntige rugvin waarvan de achterrand soms erg sikkelvormig is. De rand achter aan de staartvin steekt in het midden een beetje uit.

## Leefgebied
Japanse spitssnuitdolfijnen komen voor in een breed gebied in gematigde tot tropische gebieden in de Indische en Stille Oceaan. Ze leven in diep water, ver van de kust. Mogelijk leven ze in groepjes. Ze mijden boten.